# 圳寮 (臺中市后里區)
圳寮，原寫為圳藔，是臺灣臺中市后里區的一個傳統地域名稱，位於該區東部偏北。相較於今日行政區，其範圍大致包括義德里、義里里、仁里里、廣福里東北部凸出部分。

## 歷史
台灣清治末期，圳寮地區為一街庄，稱為「圳藔庄」，隸屬於苗栗三堡。該庄北與七塊厝庄為鄰，東與石壁坑庄為鄰，南邊為牛稠坑庄，西邊及西北邊為后里庄。
1901年（日明治三十四年）11月，全台廢縣廳改設二十廳，該庄隸屬於苗栗廳。1903年（明治三十六年）6月，該庄編入「內埔區」，仍隸屬於苗栗廳。1909年（明治四十二年）10月，全台二十廳合併為十二廳，苗栗廳廢止，內埔區改隸屬於臺中廳。1920年（大正九年），全台地方制度大改正，該庄改制並雅化為「圳寮」大字，隸屬於臺中州豐原郡內埔庄。
戰後內埔庄改制為內埔鄉，隸屬於臺中縣，大字亦改制為村。1950年10月，中、彰、投分治，外埔鄉隸屬不變。1955年，因與屏東縣內埔鄉同名，改名為「后里鄉」。2010年12月，隨著臺中縣、市合併為直轄臺中市，后里鄉改制為后里區，村亦改制為里。

## 聚落
本地區發展較早的聚落為公館，在日治期初期的官方地圖上已有記載。此外，本地區尚有貓仔坑、觀音山口、阮家口、滴水崁、圳寮、后里新村、上后里等聚落。

## 交通
台鐵山線大致以北北東—南南西走向經過圳寮地區西部。境內設有后里車站，屬三等站，主要停靠區間車，自強號每日僅雙向各停靠一個車次。由此可前往台鐵沿線各站。后里車站是中部區間車主要折返點之一。
省道台13線（三豐路三段）是香山內湖至豐原的幹道，其中尖山至豐原路段俗稱「尖豐公路」，大致以北北東—南南西走向經過本地區極西點。由該道路向北北東可前往三義、銅鑼、苗栗等地，向南南西轉南可前往豐原並止於省道台3線路口。
市道132號（甲后路一段）是大安港至后里的道路，其東側端點位於本地區西部台鐵后里車站前。由此向西行，出境後轉西北西可前往外埔、大甲、大安港並止於區道中7線路口。
區道中40線（圳寮路）是后里至圓屯的道路，其西側端點位於台鐵后里車站前的市道132號終點。由此向北轉東蜿蜒而行，出境後可前往石壁坑、石圍墻的園屯並止於省道台3線路口。
區道中41線（內東路）是圳寮至毗盧寺的道路，其北側端點位於本地區西部后里國小旁的市道132號路口。由此向南偏東轉南出境後，可前往牛稠坑地區的后里馬場、七星崗並止於牛稠坑地區南部偏東山區的毗盧寺。

## 學校
- 后里國小

## 文化資產
- 后里賢坂張家祖墓（市定古蹟）